# Лоївська сільська рада
Лоєвськá сільська́ ра́да — орган місцевого самоврядування у Надвірнянському районі Івано-Франківської області. Адміністративний центр — село Лоєва.

## Загальні відомості
- Територія ради: 17,7 км²
- Населення ради: 1652 осіб (станом на 2019 рік)

## Населені пункти
Сільській раді підпорядковані населені пункти:
- с. Лоєва

## Склад ради
Рада складається з 14 депутатів та голови.
- Голова ради: Зварич Ярослав Миколайович
- Секретар ради: Цюрак Ігор Іванович

### Керівний склад попередніх скликань
| ПІБ                          | Основні відомості                                                        | Дата обрання | Дата звільнення |
| ---------------------------- | ------------------------------------------------------------------------ | ------------ | --------------- |
| Пліщук Михайло Васильович    | Сільський голова, 1966 року народження, член Української Народної Партії | 26.03.2006   | 31.10.2010      |
| Наливайко Любомир Васильович | Сільський голова, 1981 року народження, освіта вища, безпартійний        | 31.10.2010   |                 |

Примітка: таблиця складена за даними джерела

### Депутати
За результатами місцевих виборів 2010 року депутатами ради стали:

#### За суб'єктами висування
| Суб'єкт висування                                              | Кількість обраних депутатів | %    |
| -------------------------------------------------------------- | --------------------------- | ---- |
| Самовисування                                                  | 10                          | 62,5 |
| Всеукраїнська Політична партія «Екологія та Соціальний захист» | 5                           | 31,3 |
| Народна партія                                                 | 1                           | 6,3  |

#### За округами
| № округу                                                         | Прізвище, ім'я, по батькові   | Дата визнання обраним | Освіта         | Партійна приналежність                                                 | Відомості про обраного депутата                                              |
| ---------------------------------------------------------------- | ----------------------------- | --------------------- | -------------- | ---------------------------------------------------------------------- | ---------------------------------------------------------------------------- |
| «Всеукраїнська Політична партія — Екологія та Соціальний захист» |                               |                       |                |                                                                        |                                                                              |
| 1                                                                | Брайляк Юрій Тарасович        | 01.11.2010            | Освіта вища    | член Всеукраїнської Політичної партії — Екологія та Соціальний захист" | Нотаріальна контора                                                          |
| 9                                                                | Кецман Микола Юрійович        | 01.11.2010            | Освіта середня | позапартійний                                                          | Нафто Транс Сервіс, водій                                                    |
| 10                                                               | Городенко Лада Дмитрівна      | 01.11.2010            | Освіта вища    | позапартійна                                                           | Лоєвська загальноосвітня школа І-ІІІ ст., вчитель початкових класів          |
| 13                                                               | Грицюк Ігор Васильович        | 01.11.2010            | Освіта вища    | позапартійний                                                          | підприємець, продавець                                                       |
| 15                                                               | Цюрак Світлана Богданівна     | 01.11.2010            | Освіта вища    | позапартійна                                                           | тимчасово не працює                                                          |
| Народна Партія                                                   |                               |                       |                |                                                                        |                                                                              |
| 4                                                                | Пліщук Григорій Михайлович    | 01.11.2010            | Освіта середня | позапартійний                                                          | Надвірнянський лісгосп, лісник                                               |
| Самовисування                                                    |                               |                       |                |                                                                        |                                                                              |
| 2                                                                | Наливайко Дмитро Богданович   | 01.11.2010            | Освіта вища    | позапартійний                                                          | Лоєвська загальноосвітня школа І-ІІІ ст., викладач фізкультури               |
| 3                                                                | Киселюк Олеся Володимирівна   | 01.11.2010            | Освіта вища    | позапартійна                                                           | тимчасово не працює                                                          |
| 5                                                                | Долінський Андрій Ярославович | 01.11.2010            | Освіта вища    | позапартійний                                                          | Надвірнянська загальноосвітня школа І-ІІІ ст. № 4, вчитель фізичної культури |
| 6                                                                | Грицюк Василь Васильович      | 01.11.2010            | Освіта вища    | позапартійний                                                          | ІФНТУНГ, гірничний інженер                                                   |
| 7                                                                | Гриняджук Любов Михайлівна    | 01.11.2010            | Освіта середня | позапартійна                                                           | Лоєвська сільська рада, рахівниця                                            |
| 8                                                                | Олійник Віталій Романович     | 01.11.2010            | Освіта середня | позапартійний                                                          | студент                                                                      |
| 11                                                               | Зварич Ярослав Миколайович    | 01.11.2010            | Освіта вища    | позапартійний                                                          | Лоєвська сільська рада, інструктор по спорту                                 |
| 12                                                               | Гутин Назарій Миколайович     | 01.11.2010            | Освіта вища    | позапартійний                                                          | тимчасово не працює                                                          |
| 14                                                               | Пліщук Руслана Романівна      | 01.11.2010            | Освіта вища    | позапартійна                                                           | тимчасово не працює                                                          |